# Itoigawait
Itoigawait ist ein sehr selten vorkommendes Mineral aus der Mineralklasse der „Silikate und Germanate“. Es kristallisiert im orthorhombischen Kristallsystem mit der chemischen Zusammensetzung SrAl2[(OH)2|Si2O7]·H2O und konnte bisher nur in Form mikrokristalliner Mineral-Aggregate von blauer Farbe bei weißer Strichfarbe gefunden werden.

## Etymologie und Geschichte
Erstmals entdeckt wurde Itoigawait 1996 als bläuliches Mineral auf lavendelfarbenem Jadeit am Geröll-Strand Oyashirazu bei Itoigawa in der Präfektur Niigata auf der japanischen Insel Honshū.
Analysiert und beschrieben wurde das Mineral durch H. Miyajima, S. Matsubara, R. Miyawaki und K. Ito, die es nach seiner Typlokalität Itoigawa benannten. Die Forschergruppe reichte ihre Untersuchungsergebnisse und den gewählten Namen 1998 zur Prüfung bei der International Mineralogical Association (IMA) ein. Der Antrag erhielt die Eingangs-Nummer IMA 1998-034 und noch im selben Jahr wurde der Status als eigenständiges Mineral bestätigt. Veröffentlicht wurden die Untersuchungsergebnisse und der anerkannte Name im Dezember 1999 im Mineralogical Magazine.

## Klassifikation
In der veralteten 8. Auflage der Mineralsystematik nach Strunz war der Itoigawait noch nicht aufgeführt.
In der zuletzt 2018 überarbeiteten Lapis-Systematik nach Stefan Weiß, die formal auf der alten Systematik von Karl Hugo Strunz in der 8. Auflage basiert, erhielt das Mineral die System- und Mineralnummer VIII/C.10-012. Dies entspricht der Klasse der „Silikate“ und dort der Abteilung „Gruppensilikate“, wo Itoigawait zusammen mit Cortesognoit, Hennomartinit, Ilvait, Lawsonit, Manganilvait und Noelbensonit eine unbenannte Gruppe mit der Systemnummer VIII/C.10 bildet.
Die von der International Mineralogical Association (IMA) zuletzt 2009 aktualisierte 9. Auflage der Strunz’schen Mineralsystematik ordnet den Itoigawait in die Klasse der „Silikate und Germanate“ und dort in die Abteilung „Gruppensilikate (Sorosilikate)“ ein. Hier ist das Mineral in der Unterabteilung „Si2O7-Gruppen mit zusätzlichen Anionen; Kationen in oktaedrischer [6]er- und größerer Koordination“ zu finden, wo es zusammen mit Hennomartinit, Lawsonit und Noelbensonit die „Lawsonitgruppe“ mit der Systemnummer 9.BE.05 bildet.
In der vorwiegend im englischen Sprachraum gebräuchlichen Systematik der Minerale nach Dana hat Itoigawait die System- und Mineralnummer 56.02.03.05. Das entspricht der Klasse der „Silikate“ und dort der Abteilung „Gruppensilikate: Si2O7-Gruppen und O, OH, F und H2O“. Hier findet er sich innerhalb der Unterabteilung „Gruppensilikate: Si2O7-Gruppen und O, OH, F und H2O mit Kationen in [4] und/oder >[4]-Koordination“ in der „Lawsonit-Ilvait-Gruppe“, in der auch Lawsonit, Hennomartinit, Ilvait, Noelbensonit und Manganilvait eingeordnet sind.

## Kristallstruktur
Itoigawait kristallisiert orthorhombisch in der Raumgruppe Cmcm (Raumgruppen-Nr. 63) mit den Gitterparametern a = 6,03 Å; b = 8,94 Å und c = 13,22 Å sowie 4 Formeleinheiten pro Elementarzelle.

## Bildung und Fundorte
Itoigawait bildet sich zusammen mit Jadeit in dünnen Adern von Serpentinitgesteinen.
Bisher (Stand: 2016) konnte Itoigawait nur an seiner Typlokalität Oyashirazu sowie bei Wakasa in der Präfektur Tottori nachgewiesen werden.